# Tricentrus brunneus
Tricentrus brunneus är en insektsart som beskrevs av William D. Funkhouser 1918. Tricentrus brunneus ingår i släktet Tricentrus och familjen hornstritar. Inga underarter finns listade i Catalogue of Life.